# Vrtovi Barrakka
Zgornji vrtovi Barrakka (malteško Il-Barrakka ta 'Fuq) so javni park v Valletti na Malti.
Spodnji vrtovi Barrakka (malteško Il-Barrakka t'Isfel) so prav tako park v Valletti in ponujajo panoramski pogled na pristanišče (Grand Harbor). So na dnu bastijona svetega Krištofa, dela mestnega obzidja.

## Zgornji vrtovi Barrakka
Vrtovi so na zgornjem delu bastijona svetega Petra in Pavla, ki je bil zgrajen leta 1560. Na spodnjem delu bastijona je pozdravna baterija iz 16. stoletja. Terasaste loke vrta je leta 1661 zgradil italijanski malteški vitez fra Flaminio Balbiani. Prvotno so bili pokriti, toda strop je bil odstranjen po uporu duhovnikov leta 1775. 
Vrtovi so bili prvotno namenjeni vitezom italijanske lože reda svetega Janeza, ki pa so bili odprti za javnost po koncu francoske zasedbe Malte leta 1800.
V parku je več spomenikov številnih uglednih ljudi, med njimi: Gerald Strickland, sir Thomas Maitland in sir Winston Churchill. V njem je tudi replika kipa Les Gavroches (Pobalini) malteškega kiparja Antonia Sciortina. Izvirnik je v Narodnem muzeju likovne umetnosti.
To je najvišja točka mestnega obzidja in s terase je krasen pogled na pristanišče, tri mesta (Birgu, Senglea in Cospicua), pa tudi prek ladjedelnice na nižje ležeče dele mesta. 
Vrtove z obrambnim jarkom in bližnjim pristaniščem Lascaris Wharf povezuje dvigalo. Prvo dvigalo je bilo zgrajeno leta 1905, vendar je bilo zaprto leta 1973 in razstavljeno leta 1983. Novo dvigalo so slovesno odprli 15. decembra 2012.

## Spodnji vrtovi Barrakka
Vrtove so naredili francoski vojaki ob zasedbi Vallette med letoma 1798 in 1800. Verjetno so jih prvotno uporabljali za pridelavo zelenjave in poljščin za posadko.
V vrtu so leta 1810 postavili spomenik v obliki neoklasicističnega templja v spomin na Alexandra Balla. Drugi spomeniki opozarjajo na obdobje drugega velikega obleganja Malte. Vrt z urejenimi zelenicami, potmi, klopmi in vodnjakom ponuja čudovit pogled na vhod v pristanišče. 
Približno 600 metrov jugozahodno so zgornji vrtovi z razgledno teraso nad večjim delom mesta. V njih so številne spominske plošče, posvečene med drugim madžarski revoluciji leta 1956, praški pomladi, Garibaldiju in 50. obletnici Evropske unije.
V parku so občasno koncerti in sprejemi.